# Nothofagus solandri
Nothofagus solandri, el haya negra de Nueva Zelanda, es una especie arbórea de la familia de las Notofagáceas o "hayas del Sur". 

## Descripción
Se trata de una especie endémica de Nueva Zelanda, donde crece tanto en la Isla Norte e Isla Sur. Tiene dos variedades:
- Nothofagus solandri var. solandri, el Haya negra de Nueva Zelanda, en sentido estricto, que crece desde bajas altitudes hasta las montañas; y
- Nothofagus solandri var. cliffitoides, el Haya de montaña de Nueva Zelanda, que crece hasta la línea arbórea.

El haya negra (var. solandri) es un árbol perennifolio de 27 m de alto. El haya de montaña (var. cliffortioides) es más pequeño (20 m) y cerca de la línea arbórea forma un "bosque duende" donde los árboles no miden más de 2 m de alto. 

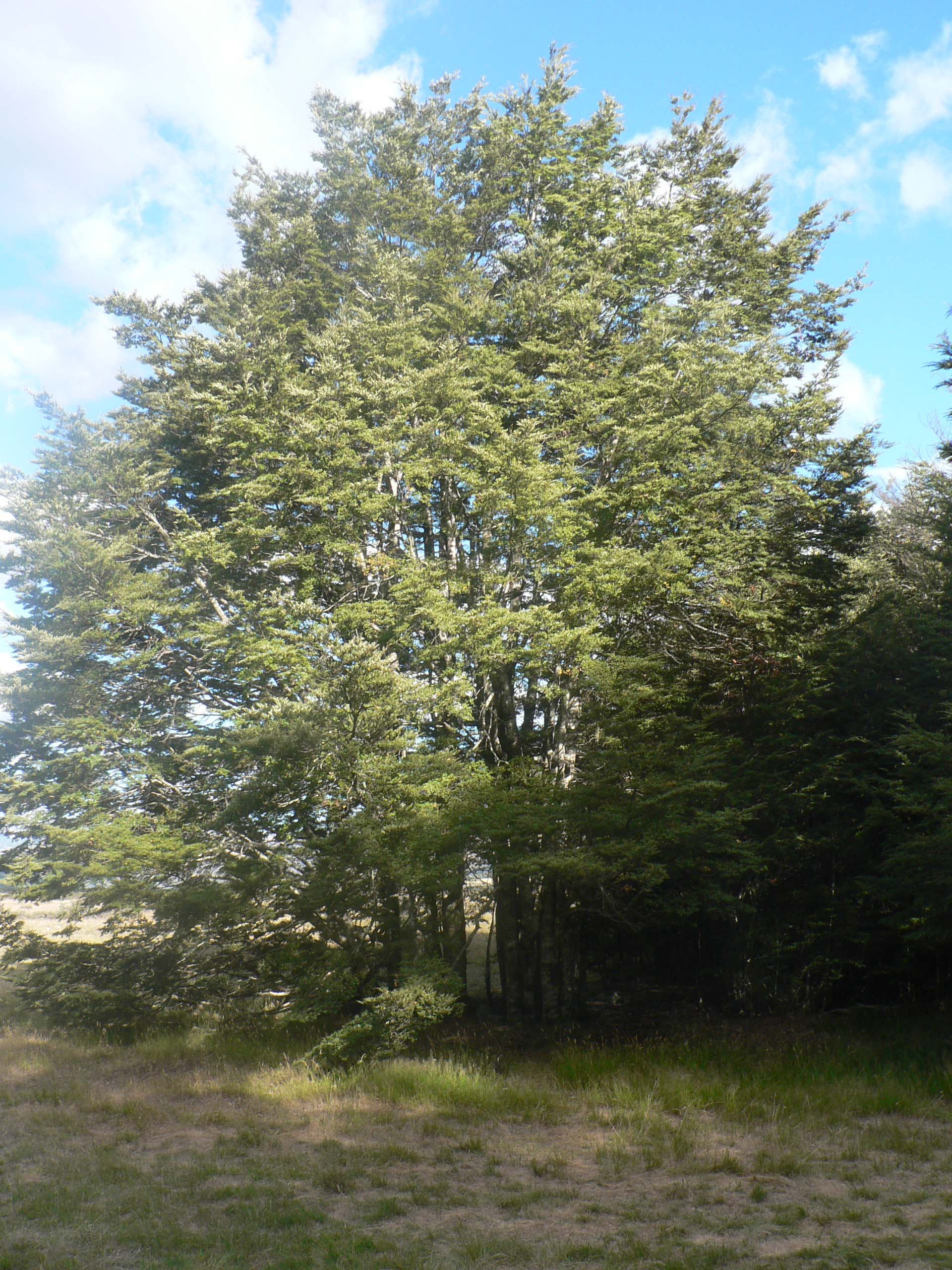
Nothofagus solandri var cliffortioides (Haya de montaña). Adulto.

Las hojas son alternadas, ovoides, 10 mm × 5 mm, con márgenes lisos. En la var. cliffortioides las hojas son más elongadas y  puntiagudas, mientras la var. solandri  las tiene más cortas y redondas. Hay sin embargo una variación considerable en la forma de las hojas en las variedades, porque hay hibridación  entre ellas.
La var. solandri es conocida como haya negra porque es susceptible al moho de hollín (sooty mold) el cual cubre el tronco y las ramas. Este a su vez es el resultado de un insecto de la familia de las coccoideas el cual succiona savia del árbol, y excreta un rocío de miel en forma de un líquido suave en pequeñas gotitas (menos de 1 mm de diámetro) al final de los tallos. Esto incrementa el moho de hollín, y también es una valiosa fuente de energía para varias aves e insectos incluyendo el kaka. La infestación es común y no parece dañar el árbol.

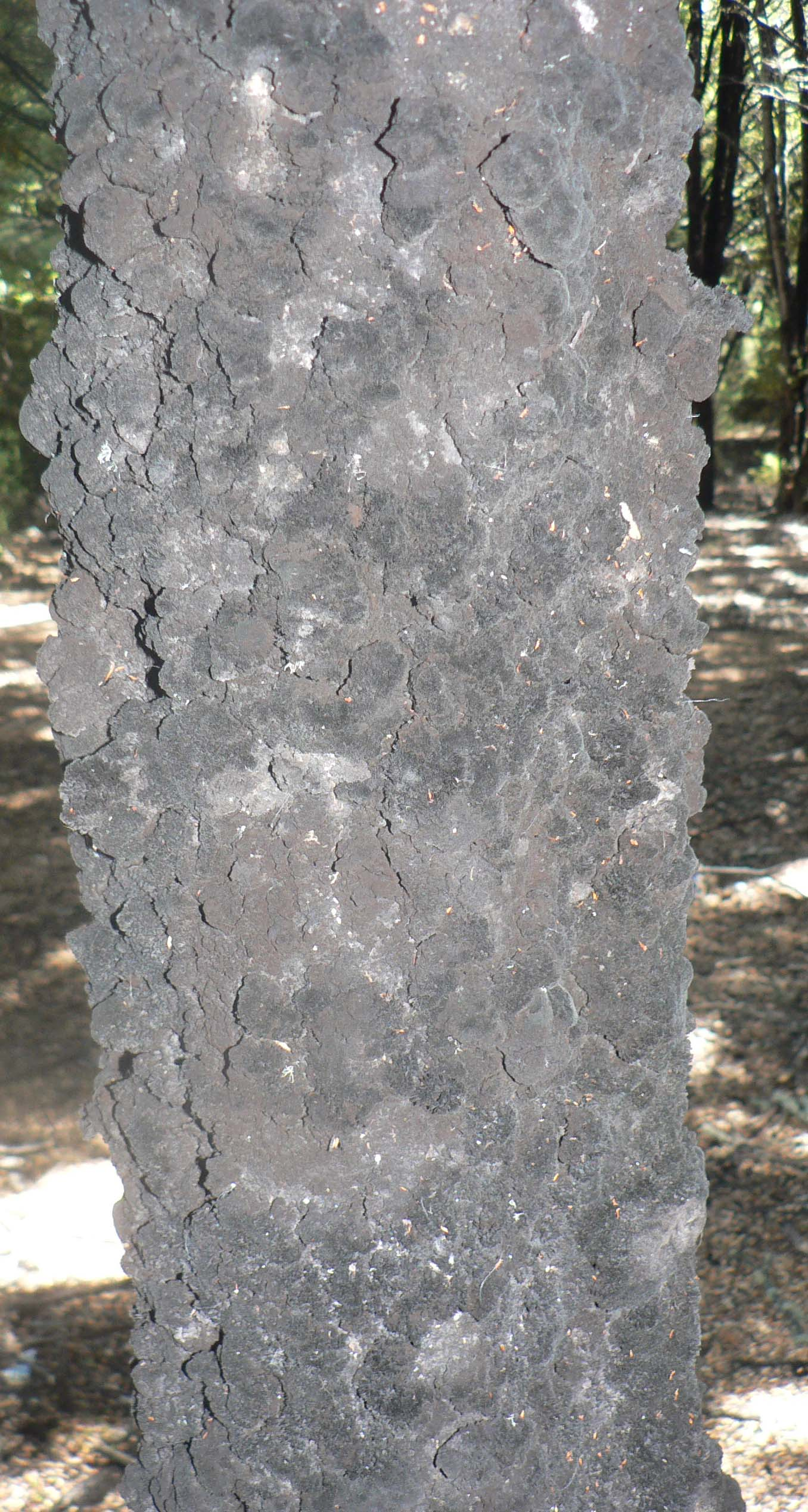
Nothofagus solandri var solandri (Haya negra) mostrando el moho de hollín.

Ambas variedades han sido plantadas en la Gran Bretaña y var. cliffortiodes ha presentado mejor tolerancia al frío en lugares como Escocia.

## Taxonomía
Nothofagus solandri fue descrita por (Hook.f.) Oerst. y publicado en Skrifter Udgivne af Videnskabs-Selskabet i Christiana. Mathematisk-naturvidenskabelig Klass 5(9): 355. 1873.
Etimología
Nothofagus: nombre genérico compuesto de notho = "falso" y Fagus = "haya", nombrándolo como "falsa haya".
solandri: epíteto
Sinonimia
- Cliffortioides oblongata Dryand.
- Fagus solandri Hook.f.[5][6]